# شركة الاتصالات المتنقلة الإيرانية
شركة الاتصالات المتنقلة الإيرانية (بالفارسية: شرکت ارتباطات سیار ایران) ، تختصر عادة باسم (MCI) وكما هو معروف في إطار برنامجها اسم العلامة التجارية همراه أڤال (بالفارسية: همراه اول) ، (بالعربية: المحمول الأول ) ، هو أول وأكبر مشغل للهاتف المحمول في إيران .  هي شركة تابعة لشركة الاتصالات في إيران ولديها ما يقارب  17 مليون مشترك بنظام الدفع الآجل و 49 مليون مشترك مسبق الدفع.  تتوفر خدمة الهمراه أڤال في أكثر من 1239 مدينة في إيران. تقدم خدمات التجوال عبر 271 مشغل شريك في أكثر من 112 دولة.
في ديسمبر 2010 ، تم عرض 5.5٪ من أسهمها في السوق الإيرانية خارج البورصة ( بورصة إيران فارا) ، بقيمة 396 مليون دولار،  والتي كانت أكبر اكتتاب عام حتى الآن في سوق الأسهم الإيرانية خارج البورصة .
في أغسطس 2013 ، انتقلت الشركة من السوق الإيرانية خارج البورصة إلى بورصة طهران. بلغت القيمة السوقية للشركة في أبريل 2014، 4.3 مليار دولار. حاليا، 90٪ من أسهمها تملكها شركة الاتصالات الإيرانية، و10٪ المتبقية من الأسهم عامة في بورصة طهران.
في عام 2015 ، أطلقت الشركة تقنيات 3G و 4G من خلال اسم علامة تجارية جديدة باسم نوترينو.

## روابط خارجية
- الموقع الرسمي